# 8 Brygada Jazdy
8 Brygada Jazdy (8 BJ) – wielka jednostka kawalerii Wojska Polskiego II RP.
Brygada sformowana została latem 1920, w Ostrołęce, w składzie trzech pułków ułanów (2, 108 i 115), dywizjonu artylerii konnej (8) i szwadronu tatarskiego. Brygada podporządkowana została dowódcy 2 Dywizji Jazdy, która miała przeciwstawić się bolszewickiemu 3 Korpusowi Kawalerii Gaja. Na froncie ukraińskim walczyła w składzie 2 Dywizji Jazdy płk. Dreszera.

## Formowanie
W okresie największego nasilenia walk na przedpolach Warszawy generał Józef Haller rozkazem organizacyjnym nr 3826/III z 14 sierpnia 1920 dokonał reorganizacji kawalerii Frontu Północnego i nakazał zorganizowanie dwóch dywizji jazdy. Istniejąca już dywizja północna miała podlegać dowódcy 5 Armii, a jej zadaniem była osłona lewego skrzydła i tyłów ugrupowania obronnego.
Tym samym rozkazem wyznaczony został na stanowisko dowódcy dywizji jazdy („północnej”) płk. Gustawa Orlicz-Dreszera. Dysponując 1. i 201. pułkiem szwoleżerów, 2., 108., 115. i 203. pułkiem ułanów, płk Dreszer przydzielił je brygadom: 8. – mjr. Zygmunta Podhorskiego i 9 BJ mjr. Jana Głogowskiego. Większość żołnierzy tych pułków stanowili ochotnicy, słabo wyszkoleni i nie obyci w działaniach bojowych.

## Działania zbrojne
W Nowogrodzie dwa młode pułki brygady nie obroniły przepraw i uległy korpusowi Gaja. 3 sierpnia 2 i 108 pułki ruszyły na Łomżę, lecz w walce zostały zmuszone do wycofania się w kierunku Ostrołęki. 108 pułk poniósł ciężkie straty. Następnego dnia również i 2 pułk pod Nową Wsią – Suskiem musiał ulec. Korpus Gaja po raz pierwszy poczuł jednak mocny opór polskiego kawalerzysty. 5 sierpnia rozpoczęto wycofywać pułki z walk osłonowych, w których działały w sposób zdecentralizowany rozdzielone między oddziały piechoty. 7 sierpnia brygada spaliła mosty i osłaniając odwrót piechoty – wyszła z Ostrołęki. Wobec oskrzydlającego marszu Rosjan, którzy na północy zajęli Przasnysz i Ciechanów, przeszła do Starego Gołymina. 13 sierpnia we wsi Milewo 2 pułk ruszył do brawurowej szarży, doszczętnie rozbijając sowiecki 29 pp. Zginął dowódca tego pułku, wzięto do niewoli 150 jeńców, zdobyto 3 karabiny maszynowe. Wieczorem sowiecki 30 pp kontratakował w Milewie. Tym razem 203 pułk odrzucił natarcie przeciwnika zabijając 200 ludzi, biorąc 120 jeńców, zdobywając 2 karabiny maszynowe. 14 sierpnia uszczuplona brygada (700 szabel i 8 dział) zaatakowała Glinojeck, niszcząc kompanię piechoty i sztab sowieckiej 18 Dywizji Piechoty. Brygada wzięła 513 jeńców, zdobyła 40 km i 250 wozów amunicji. 115 pułk szarżował na okopany pod wsią Małużyn batalion piechoty, biorąc 200 jeńców i 8 karabinów maszynowych. 16 sierpnia brygada ponownie weszła do Ciechanowa. Dowódca 4 armii sowieckiej uciekł z miasta, a w ręce Polaków wpadły akta sztabu i radiostacja armii. 17 sierpnia 2 pułk odparł w Kraszewie atak batalionu piechoty. W nocy 8 BJ zdobyła Małuszyn, po czym odeszła pod rozkazy dowódcy 2 Dywizji Jazdy płk. Dreszera.

### Mapy walk brygady w 1920

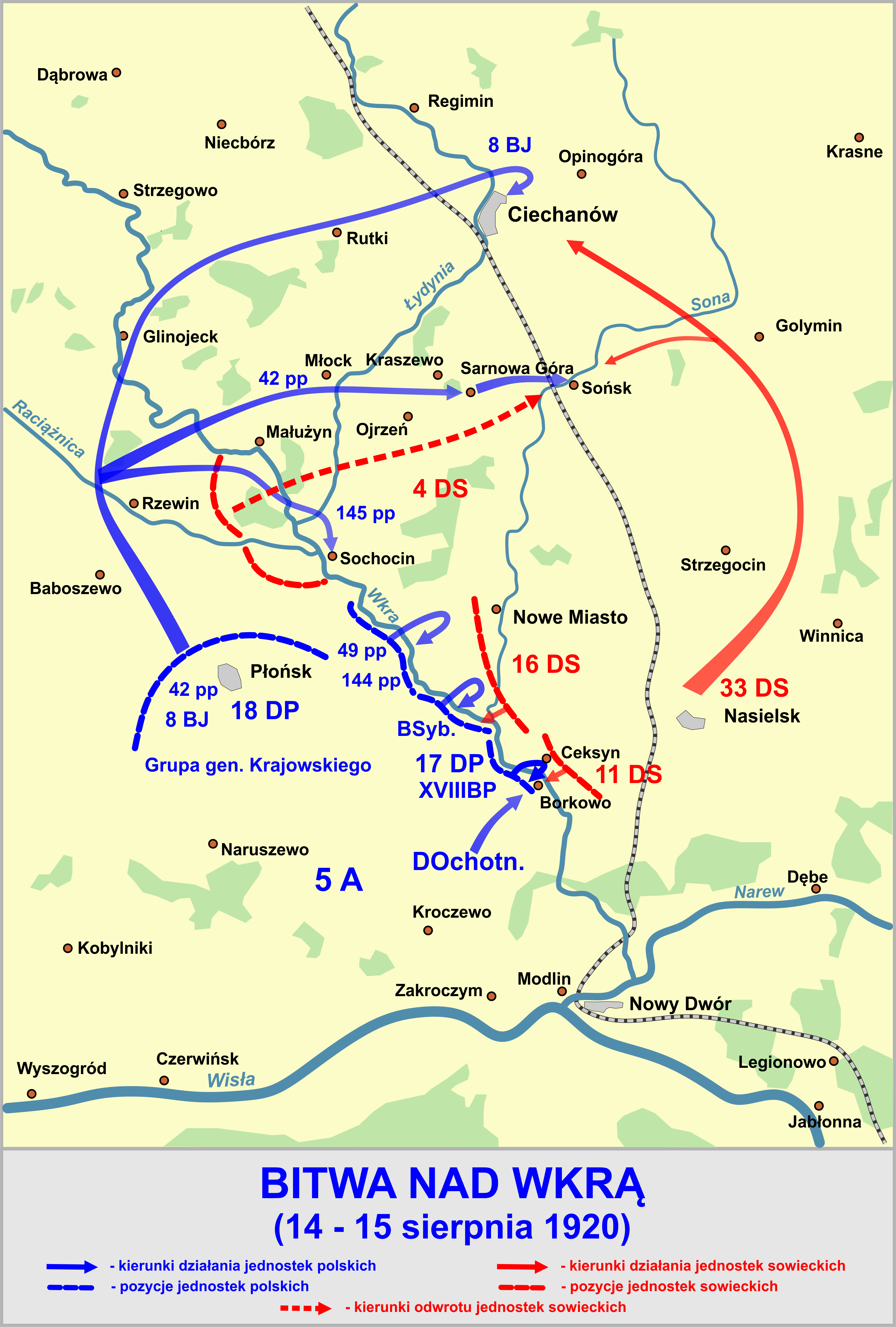
bitwa nad Wkrą
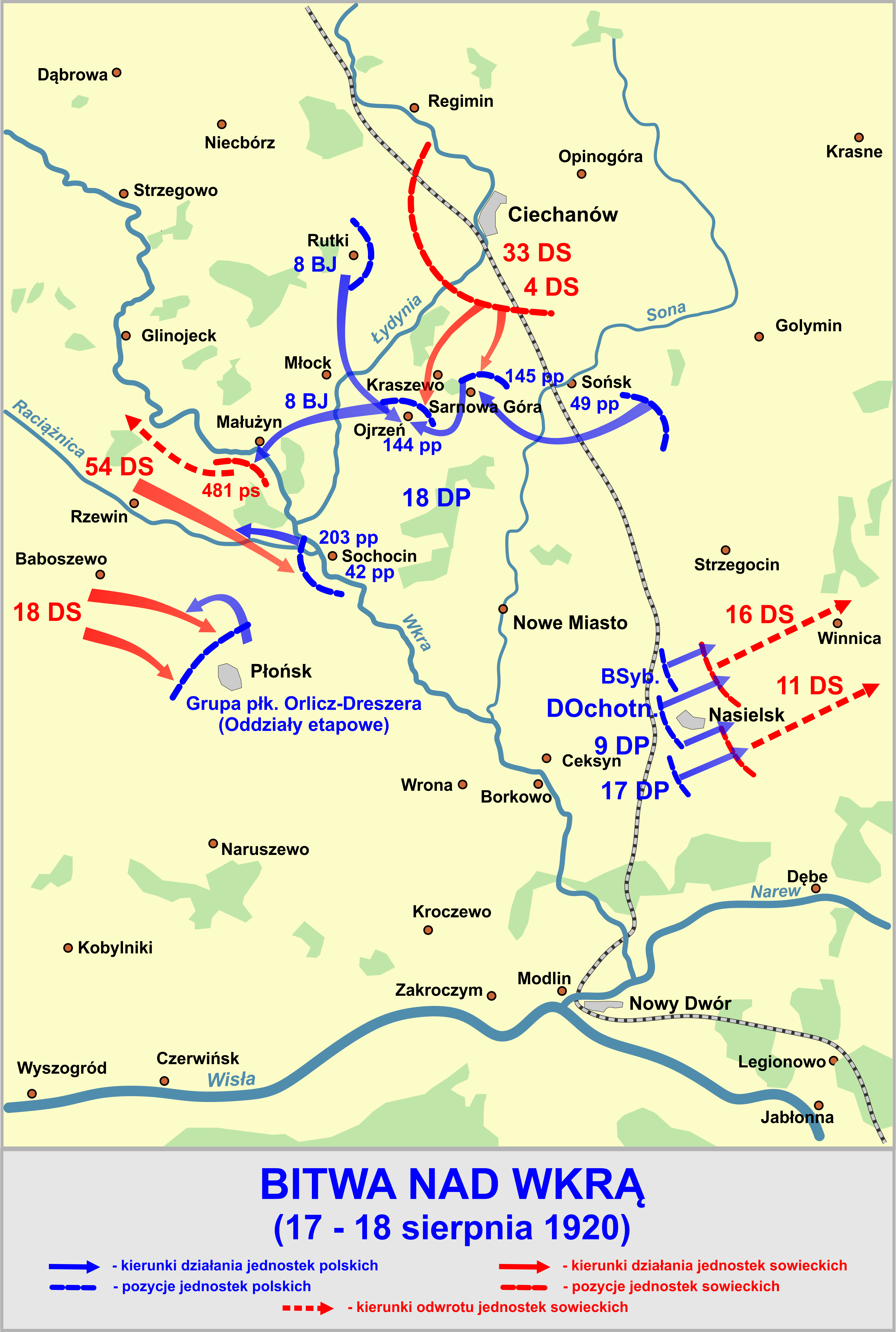
bitwa nad Wkrą
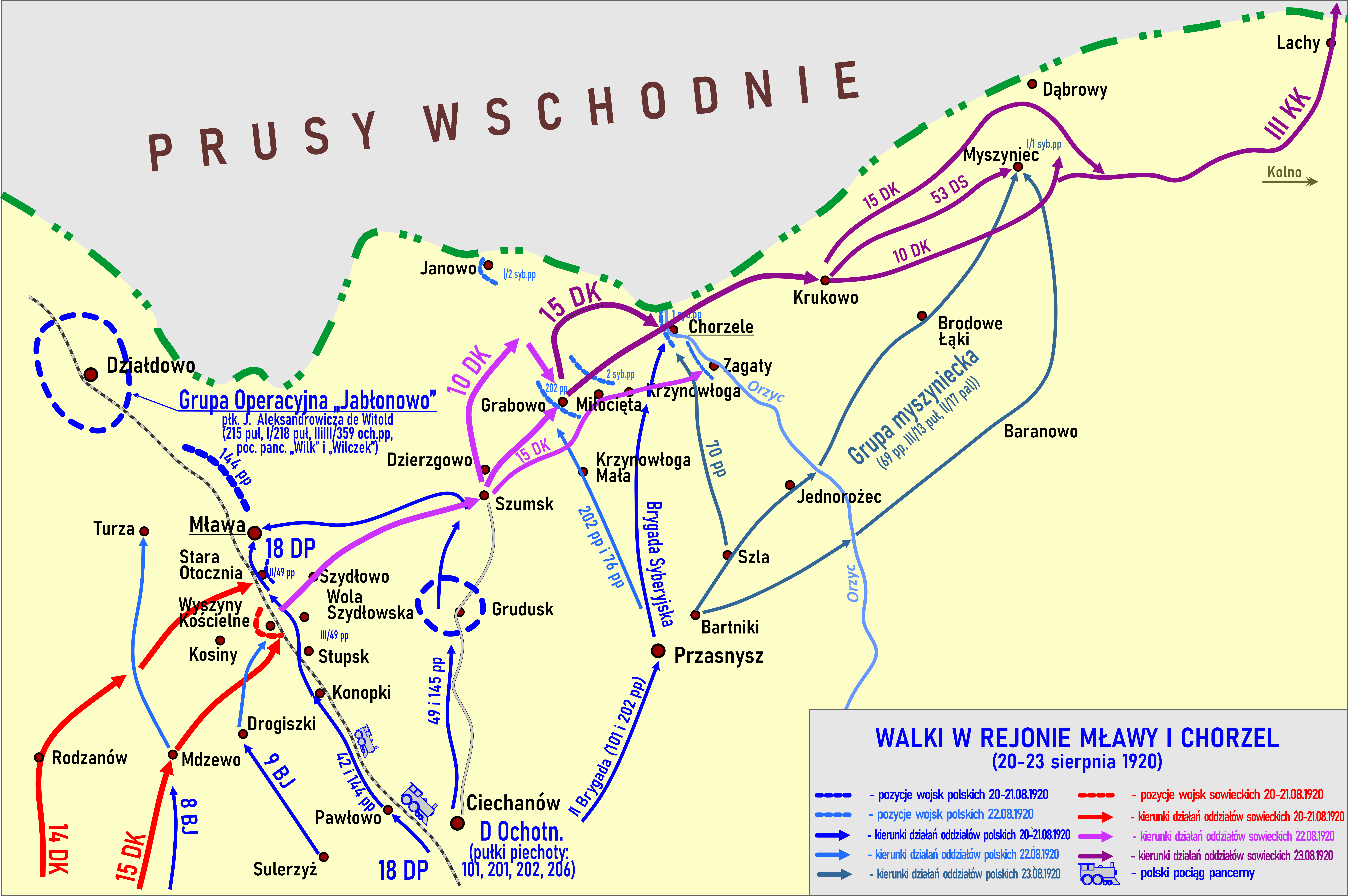
walki w rejonie Mławy
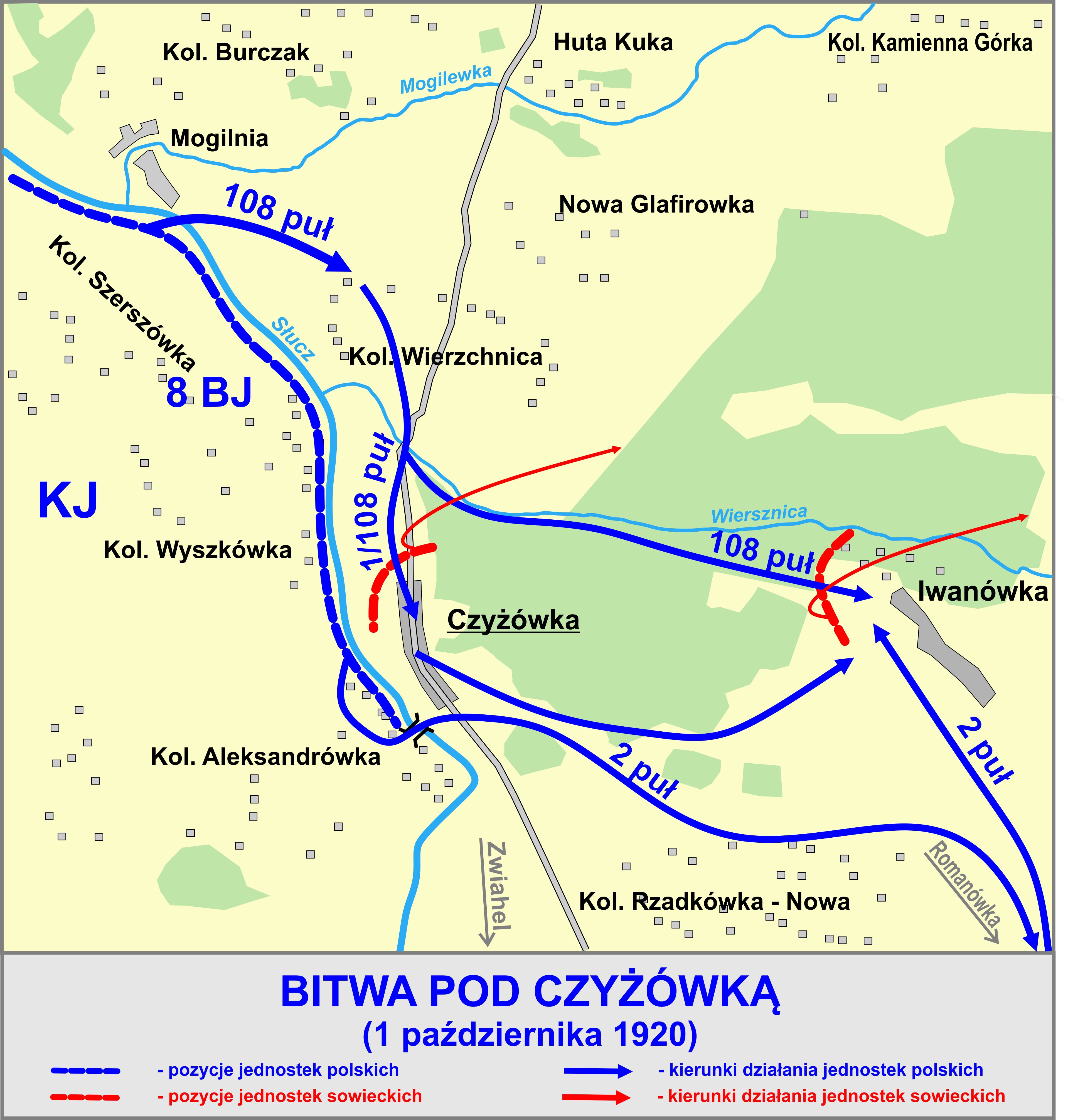
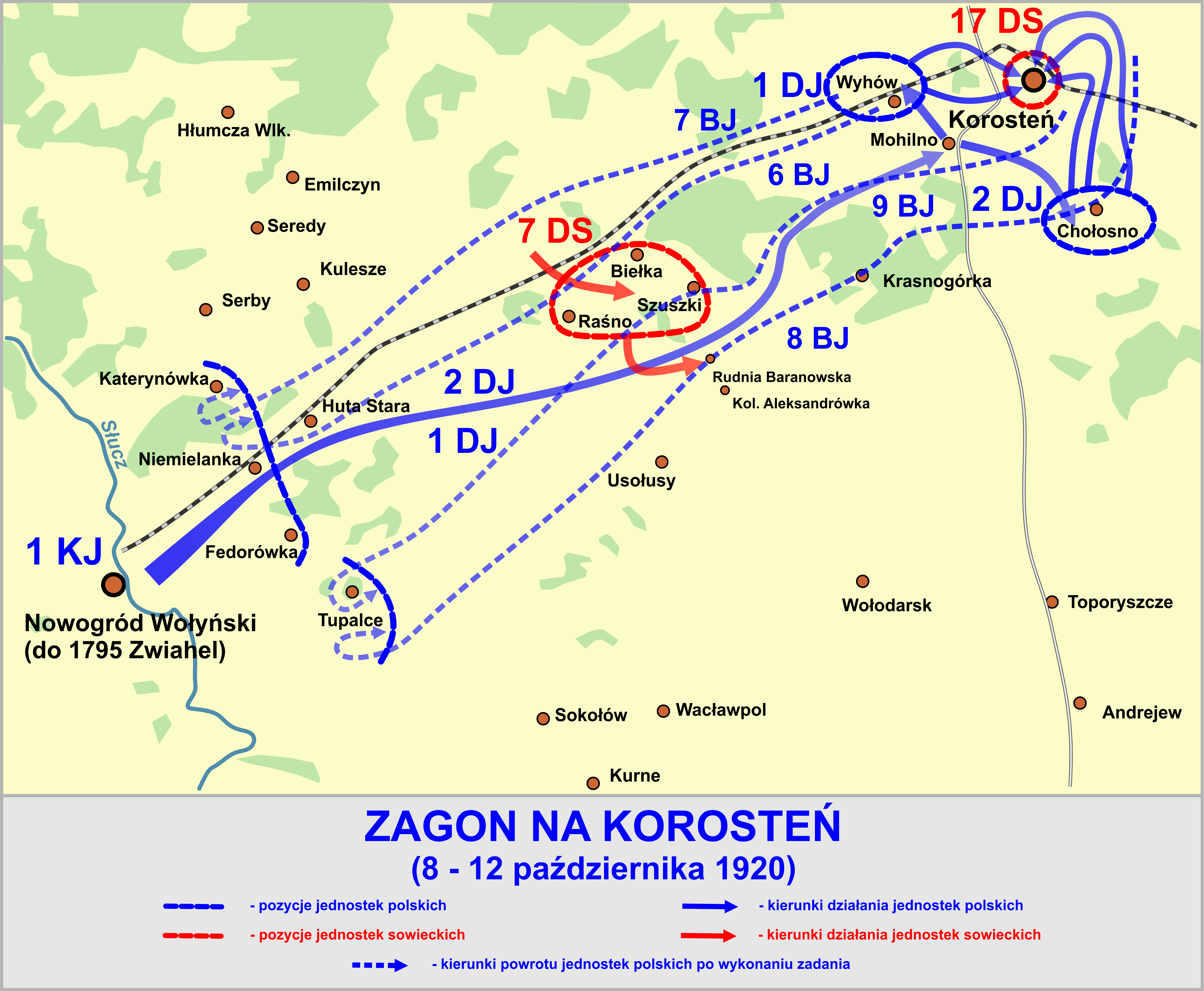
zagon na Korosteń
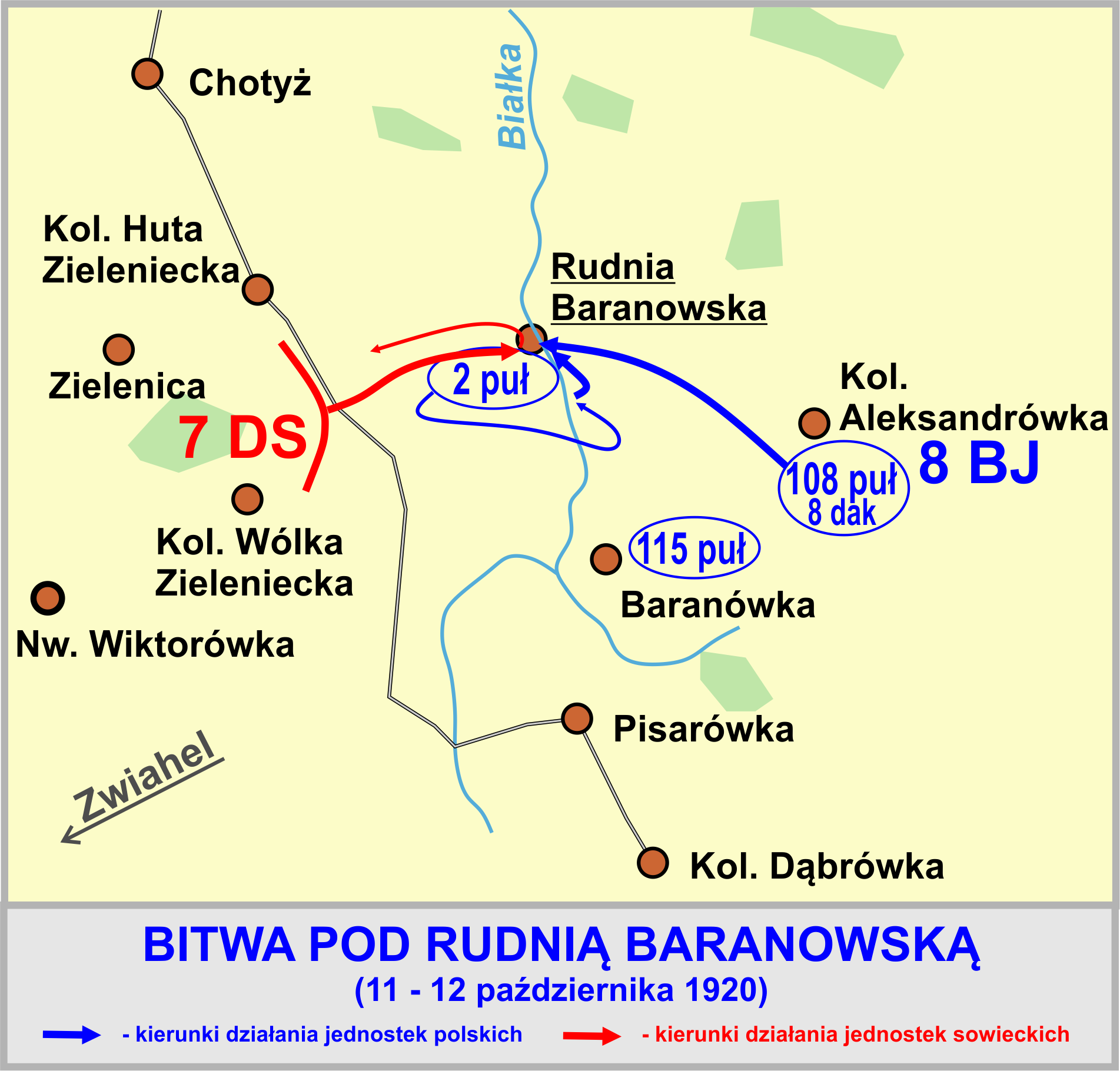
bitwa pod Rudnią

## Struktura organizacyjna
W październiku 1920:
- dowództwo
- 2 pułk ułanów
- 108 pułk ułanów
- 115 pułk ułanów

## Żołnierze brygady
Dowódcy brygady:
- gen. Stefan Suszyński (do 5 VIII 1920)
- gen. Aleksander Karnicki (– 17 VIII 1920)[1]
- ppłk Erazm Stablewski (17 VIII 1920[1] – )
- ppłk Stanisław Grzmot-Skotnicki (był 17 IX 1920)[3]
- płk Konstanty Plisowski
- płk Stefan Strzemieński

| Obsada personalna dowództwa brygady w październiku 1920 | Obsada personalna dowództwa brygady w październiku 1920 |
| Stanowisko                                              | Stopień, imię i nazwisko                                |
| ------------------------------------------------------- | ------------------------------------------------------- |
| Dowódca                                                 | ppłk Stanisław Grzmot Skotnicki                         |
| Szef sztabu                                             | rtm. Mikołaj Wisznicki                                  |
| Oficer sztabu                                           | rtm. ad. szt. Kazimierz Czernicki                       |
| Adiutant brygady                                        | ppor. Edward Gótt                                       |
| Referent organizacyjny                                  | ppor. Lucjan Tatomir                                    |
| Referent informacyjny                                   | pchor. Wilhelm Sternberg                                |
| Referent operacyjny                                     | por. Wacław Calewski                                    |
| Referent materialny                                     | ppor. Ludwik Czok                                       |
| Referent personalny                                     | ppor. Stanisław Szygall                                 |
| Szef sanitarny                                          | mjr lek. Stefan Manitius                                |
| Lekarz wet.                                             | rtm. lek. wet. Stefan Płachecki                         |
| Oficer ordynansowy                                      | ppor. Aleksander Wielopolski                            |
| Referent taborów i koni                                 | pchor. Tytus Szczytnicki                                |
| Dowódca plutonu sztabowego                              | rtm. Timołowicz                                         |